# Vittorio Casati
Pour les articles homonymes, voir Casati.
Vittorio Casati, né le 8 mai 1938 à Bergame (Lombardie), est un coureur cycliste italien, professionnel de 1959 à 1968.

## Palmarès
- 1957
  - 3e du Gran Premio Marca Pino
- 1958
  - 3e de la Coppa Città di Cuorgnè
- 1959
  - Trofeo Vittorino Mirone
- 1963
  - 3e du Tour de Campanie

## Résultats sur les grands tours

### Tour d'Italie
7 participations
- 1959 : 48e
- 1960 : 43e
- 1961 : abandon
- 1962 : abandon
- 1963 : 14e
- 1964 : 51e
- 1965 : 61e

### Tour de France
1 participation
- 1960 : 57e

### Tour d'Espagne
1 participation
- 1966 : 42e